# 3755-ös busz
A 3755-ös jelzésű autóbuszvonal Miskolc, Bükkszentkereszt és Répáshuta között húzódó regionális vonal, amelyet a MÁV Személyszállítási Zrt. üzemeltet.

## Útvonala
A nap 840-től 2040-ig terjedő időszakában néhány járat a miskolci Tiszai pályaudvarról indul. A régió legnagyobb vasútállomását a Baross Gábor úton hagyja el a miskolci villamoshálózat síneivel egyvonalban, megkerülve a selyemréti strandfürdőt, azután a Bajcsy-Zsilinszky úton halad a Soltész Nagy Kálmán utcai jelzőlámpás csomópontig, ahol kisiet a 3-as főútra, annak Zsolcai kapui szakaszára, melyen eléri Borsod-Abaúj-Zemplén megye legnagyobb buszpályaudvarát, több másik járata a miskolci Búza térről indul.
A Petőfi tér felé folytatja útját, a megyeszékhely Vologda városrészén keresztül. A város útjain közlekedik, alatta a Szent Anna tér, a Vologda utcára nyúló dombok Bodótetőhöz tartoznak. A Győri kapura rákanyarodik, ahol visszatér a villamoshálózat síneihez és nyugati irányban távolodik el egyre jobban a Belvárostól. Következőnek egy nagyobbik közlekedési csomópontot ér el, az Újgyőri főteret, ami több helyijáratnak és a 2-es villamos végállomásának ad otthont, valamint az egykori Diósgyőri Gépgyár főkapujához tartó Volán-járatok itt távoznak, többekközött néhány járat a területet megközelíti. Diósgyőrőn belül újabb buszvonal (3756, vele együtt a 16-os helyijárat) ágazik el Lyukóbánya és Varbó irányába, Bulgárföld és Kilián közt fekszik a DVTK-stadion, mely egyébként külön villamosmegállóval rendelkezik, hiszen a mérkőzések idején többletjáratok is jönnek ide. Nemmessze van innen a 2020-ban elindított betétjárati villamosok (1A) végpontja, a Diósgyőri Gimnázium kapujában. Miskolc ezen részén is négysávos út fekszik, a Kiss Tábornok úti szakaszán halad mégtovább, itt már szorosan a Szinva partján, valamint Berekalja határán. A vonal 11. kilométerén a második nagyobb csomóponthoz érkezik, Felső-Majláthra. Itt kereshető fel az 1-es villamosok végállomása, a Lillafüred felé tartó buszjáratok indulópontja és egyben Miskolcnak főként lakottabb részének vége.
Innentől a Bükk sűrű erdői, csodás látványosságai, kanyaros útjai a jellemzőek, a Majális-park és a Csanyik-völgy után egyre több vendégház övezésébe kerül, többek között Alsóhámor és Felsőhámor házai közé. Közeliek a különösen nagy érdeklődéssel bíró helyszínek, mint a Szeleta-barlang, a Lillafüredi-vízesés, a Lillafüredi Palotaszálló. Ezzel együtt itt ágazik szét a közút, tovább a Hámori-tavat súrolja és a Lillafüredi Állami Erdei Vasút irányába lefektetett úton halad ellentétben a Bánkút (3753) irányába közlekedő buszjárattól és a 15-ös helyijárattól. A Bükk teljes belsejében Hollóstetőnél az összes járat betér a vonal felezőpontjára, Bükkszentkeresztre, azután tovább kanyarog a hegység magasabb pontjai felé. A vonal 38. kilométerénél leginkább hétvégéken útvonalára fűzi a Bükki Csillagdát is, legvégül a vonal végállomására, Répáshutára érkezik.

## Közlekedése
Indításai minden nap történnek, a 3755-ös buszok kötik össze Miskolcot Bükkszentkereszttel és Répáshutával. Turisztikailag jelentősek az azonos útvonalon közlekedő budapesti (1053) és egri (1383) autóbuszvonalak, előbbi hétvégente egy járatpárral, utóbbi március és október között +1 járatpárral ingázik. Nem az összes megállóban áll meg útja során, így egyes pontok továbbra is csak helyijáratokkal érhetőek el a megyeszékhelyről, ez leginkább a belvárosi szakaszra vonatkozik. 
Rendkívül gyakoriak a hegyekben éjszakázó Mercedes-Benz Intouro autóbuszok, melyek távolsági viszonylatok elvégzésére készültek.
2019. szeptember 30-ig – míg az ÉMKK üzemeltetése alatt volt a térség autóbuszos közlekedése –, kiegészítő járatként 3753-as jelzéssel indult hétköznap egy busz oda-vissza Miskolc, DIGÉP főkapu – Répáshuta viszonylaton (Napjainkban Miskolc és Bánkút között nyújt túrázni vágyóknak eljutást).

### Csatlakozást biztosít
- Miskolc-Tiszai pályaudvaron – Budapest és Szerencs felé/felől vonatra (Budapest–Sátoraljaújhely-vasútvonal)

### Törzsjárművei
- az NRL-915 rendszámú Mercedes-Benz Intouro
- az NRL-916 rendszámú Mercedes-Benz Intouro
- az NRL-917 rendszámú Mercedes-Benz Intouro autóbuszok.

| Viszonylat                                        | Indításszám     | Közlekedési rend                                                          |
| ------------------------------------------------- | --------------- | ------------------------------------------------------------------------- |
| Miskolc-Tiszai pu. – Bükkszentkereszt, aut. ford. | 1 oda           | munkanapokon                                                              |
| Miskolc-Tiszai pu. – Bükkszentkereszt, aut. ford. | 1 pár           | nyári idõszámítás tartama alatt szabadnapokon                             |
| Miskolc-Tiszai pu. – Bükkszentkereszt, aut. ford. | 1 oda           | nyári idõszámítás tartama alatt munkaszüneti napokon                      |
| Miskolc-Tiszai pu. – Répáshuta, Kossuth u. 75.    | 1 oda           | szerdai és csütörtöki munkanapokon                                        |
| Miskolc-Tiszai pu. – Répáshuta, Kossuth u. 75.    | 3 oda           | a hetek utolsó munkanapján                                                |
| Miskolc-Tiszai pu. – Répáshuta, Kossuth u. 75.    | 1 pár           | nyári idõszámítás tartama alatt szabad- és munkaszüneti napokon           |
| Miskolc-Tiszai pu. – Répáshuta, Kossuth u. 75.    | 3 pár           | téli idõszámítás tartama alatt szabad- és munkaszüneti napokon            |
| Miskolc, aut. áll. – Lillafüred, 5-ös végállomás  | 1 pár           | iskolai elõadási napokon, valamint július 1-tõl július 31-ig munkanapokon |
| Miskolc, aut. áll. – Bükkszentkereszt, aut. ford. | 4 oda, 5 vissza | hétfõi és keddi munkanapokon                                              |
| Miskolc, aut. áll. – Bükkszentkereszt, aut. ford. | 3 oda, 4 vissza | szerdai, csütörtöki és pénteki munkanapokon                               |
| Miskolc, aut. áll. – Bükkszentkereszt, aut. ford. | 1 pár           | nyári idõszámítás tartama alatt szabad- és munkaszüneti napokon           |
| Miskolc, aut. áll. – Bükkszentkereszt, aut. ford. | 1 oda, 2 vissza | téli idõszámítás tartama alatt szabadnapokon                              |
| Miskolc, aut. áll. – Bükkszentkereszt, aut. ford. | 1 pár           | téli idõszámítás tartama alatt munkaszüneti napokon                       |
| Miskolc, aut. áll. – Répáshuta, Bükki Csillagda   | 1 pár           | nyári idõszámítás tartama alatt szabadnapokon                             |
| Miskolc, aut. áll. – Répáshuta, Kossuth u. 75.    | 9 oda, 8 vissza | hétfõi és keddi munkanapokon                                              |
| Miskolc, aut. áll. – Répáshuta, Kossuth u. 75.    | 9 pár           | szerdai és csütörtöki munkanapokon                                        |
| Miskolc, aut. áll. – Répáshuta, Kossuth u. 75.    | 7 oda, 9 vissza | a hetek utolsó munkanapján                                                |
| Miskolc, aut. áll. – Répáshuta, Kossuth u. 75.    | 6 oda, 5 vissza | nyári idõszámítás tartama alatt szabadnapokon                             |
| Miskolc, aut. áll. – Répáshuta, Kossuth u. 75.    | 5 pár           | nyári idõszámítás tartama alatt munkaszüneti napokon                      |
| Miskolc, aut. áll. – Répáshuta, Kossuth u. 75.    | 7 oda, 5 vissza | téli idõszámítás tartama alatt szabadnapokon                              |
| Miskolc, aut. áll. – Répáshuta, Kossuth u. 75.    | 6 pár           | téli idõszámítás tartama alatt munkaszüneti napokon                       |

## Megállóhelyei
| 0 | Miskolc-Tiszai pályaudvar végállomás                    | 0.0 km  | 1, 1G, 1VP, 3, 3A, 8, 12G, 21, 30, 31, 101B, 900, 901, 935 1383 3706, 3724, 3726, 3738, 3751, 3752, 3753, 3764 IC, InterRégió, sebesvonat, személyvonat – Miskolc-Tiszai (80, 90, 92, 94) 1, 1A, 2 |
| 1 | Miskolc, autóbusz-állomás vonalközi végállomás          | 2.1 km  | 1, 1G, 3, 3A, 4, 7, 11, 12G, 20, 20A, 24, 28, 32, 34G, 35, 43, 44, 45, 101B, 900, 914, 935 1050, 1053, 1369, 1370, 1372, 1373, 1374, 1375, 1376, 1377, 1380, 1381, 1383, 1384, 1410, 1411 3700, 3701, 3702, 3703, 3704, 3705, 3706, 3707, 3708, 3709, 3710, 3711, 3712, 3714, 3715, 3716, 3717, 3718, 3719, 3720, 3721, 3722, 3723, 3724, 3726, 3727, 3728, 3729, 3730, 3731, 3733, 3734, 3735, 3736, 3737, 3738, 3739, 3740, 3741, 3742, 3743, 3744, 3745, 3746, 3747, 3748, 3749, 3750, 3751, 3752, 3753, 3754, 3757, 3760, 3761, 3764, 3765, 3766, 3767, 3770, 3772, 3773, 3774, 3775, 3776, 3777, 4019 |
| 2 | Miskolc, Petőfi tér                                     | 2.8 km  | 1, 1G, 11, 12, 14, 14G, 20, 34, 34G, 36, 54, 101B, 900, 901, 914, 935 1383 |
| 3 | Miskolc, Dózsa György utca                              | 3.3 km  | 1, 1G, 34, 34G, 54, 101B, 901 1053, 1383 3701, 3735 |
| 4 | Miskolc, Szent Anna tér                                 | 4.3 km  | 1, 1G, 1VP, 29, 39, 54, 101B, 901 1383 1, 1A, 2 |
| 5 | Miskolc, Aba utca                                       | 5.2 km  | 1, 1G, 29, 39, 54, 101B, 901 1383 |
| 6 | Miskolc, Zoltán utca                                    | 5.7 km  | 1, 1G, 29, 39, 54, 101B, 901 1383 |
| Munkanapokon 7; hétvégén 6 alkalommal érintett.                                                                                      |                                                         |         | |
| ∫ | Miskolc, Fürdő út                                       | ∫       | 9, 16, 19, 21, 29, 39, 53, 68, 101B 3701, 3735, 3756 2 |
| 7 | Miskolc, Újgyőri főtér                                  | 7.0 km  | 1, 1G, 1VP, 6, 9, 16, 19, 21, 21G, 29, 39, 53, 54, 68, 101B, 901 1053, 1383 3753, 3756 1, 1A, 2 |
| 8 | Miskolc, Bulgárföld                                     | 8.3 km  | 1, 1G, 1VP, 6, 53, 54, 901 1383 1, 1A |
| 9 | Miskolc, Diósgyőri Gimnázium                            | 8.9 km  | 1, 1G, 1VP, 53, 54, 901 1383 1, 1A |
| 10 | Miskolc, Táncsics tér                                   | 9.8 km  | 1, 1G, 21, 53, 54, 101B, 901 1383 |
| 11 | Miskolc (Diósgyőr), városközpont                        | 10.3 km | 1, 1G, 1VP, 15, 21, 53, 54, 101B 1383 1 |
| 12 | Miskolc, Alsó-Majláth                                   | 10.9 km | 1, 1G, 1VP, 15, 21, 53, 54, 101B, 901 |
| 13 | Miskolc (Diósgyőr), Felső-Majláth                       | 11.5 km | 1, 1G, 1VP, 5, 15, 21, 53, 54, 101B, 901, ZOO 1053, 1383 3753, 3756 1 Majláth (330, 331) |
| 14 | Miskolc (Diósgyőr), Papírgyár                           | 12.7 km | 1, 1VP, 5, 15, 53, 54, 901, ZOO 1383 Papírgyár (330, 331) |
| 15 | Miskolc, Majális-park                                   | 13.1 km | 1, 1VP, 5, 15, 53, 54, 901, ZOO 1383 |
| Munkanapokon 8; szabadnapokon 4/5; munkaszüneti napokon 4 alkalommal érintett.                                                       |                                                         |         | |
| ∫ | Miskolc, Sanofi                                         | ∫       | 5, 15, ZOO |
| 16 | Miskolc, Csanyik-völgy                                  | 13.7 km | 5, 15 1053, 1383 |
| 17 | Miskolc, Felsőhámor                                     | 15.3 km | 5, 15 1053, 1383 3753 |
| 18 | Miskolc, Lillafüred vasútállomás                        | 16.7 km | 5, 15 1053, 1383 Lillafüred (330) |
| 19 | Miskolc (Lillafüred), 5-ös végállomás                   | 17.8 km | 5, 15 1053, 1383 |
| 20 | Hollóstető, turistaház                                  | 23.3 km | 1053, 1383 |
| 21 | Rókafarm                                                | 24.2 km | 1053, 1383 |
| 22 | Bükkszentkereszt, Kis-hollós                            | 26.6 km | 1053, 1383 |
| 23 | Bükkszentkereszt, Borostyán Étterem                     | 26.9 km | 1053, 1383 |
| 24 | Bükkszentkereszt, autóbusz-forduló vonalközi végállomás | 27.6 km | 1053, 1383 |
| 25 | Bükkszentkereszt, Borostyán Étterem                     | 28.3 km | 1053, 1383 |
| 26 | Bükkszentkereszt, Kis-hollós                            | 28.6 km | 1053, 1383 |
| 27 | Rókafarm                                                | 31.0 km | 1053, 1383 |
| 28 | Hollóstető, turistaház                                  | 31.9 km | 1053, 1383 |
| 29 | Rejteki munkásszállás                                   | 35.1 km | 1053, 1383 |
| 30 | Pénzpataki őrház                                        | 36.8 km | 1053, 1383 |
| 31 | Répáshutai elágazás                                     | 38.7 km | 1053, 1383 |
| Szerdai, csütörtöki és pénteki munkanapokon 1; téli idõszámítás tartama alatt szabad- és munkaszüneti napokon 1 alkalommal érintett. |                                                         |         | |
| ∫ | Répáshuta, Bükki Csillagda vonalközi végállomás         | ∫       | 1053, 1383 |
| 31 | Répáshutai elágazás                                     | 38.7 km | 1053, 1383 |
| 32 | Répáshuta, erdészet                                     | 40.1 km | 1383 |
| 33 | Répáshuta, községháza                                   | 40.5 km | 1383 |
| 34 | Répáshuta, Kossuth utca 75. végállomás                  | 41.2 km | 1383 |